# Dominik Bauer (Radsportler)
Dominik Bauer (* 4. Dezember 1997 in Neuss) ist ein ehemaliger deutscher Radrennfahrer.

## Sportlicher Werdegang
Zur Saison 2017 wurde Bauer Mitglied im deutschen UCI Continental Team Dauner-AKKON. Seine Erfolge in den fünf Jahren bei Dauner-AKKON erzielte er vorrangig auf nationaler Ebene: 2019 gewann er die Deutschen Bergmeisterschaften in der U23, in der Saison 2021 sicherte er sich den Gesamtsieg der Rad-Bundesliga.
Zur Saison 2022 wurde Bauer Mitglied im Team Lotto–Kern Haus. Bei der Rhodos-Rundfahrt 2022 erzielte er zu Saisonbeginn mit Platz 4 in der Gesamtwertung sein bisher wertvollstes Ergebnis im internationalen Bereich, an das er nach Erkrankung nicht weiter anknüpfen konnte. Aufgrund der Neuausrichtung von Lotto–Kern Haus verließ er das Team bereits nach einem Jahr, um ab der Saison 2023 für das Saris Rouvy Sauerland Team zu fahren. Nachdem ihm auch 2023 nicht der Sprung in ein Profi-Team gelungen war, beendete er zum Saisonende seine Karriere als Radrennfahrer.

## Erfolge
2019
- Deutscher Bergmeister (U23)

2021
- Gesamtwertung Rad-Bundesliga